# Pierre de Rouillie
Pierre de Rouillie (né à Blois), est un ecclésiastique qui fut évêque désigné de Montpellier de 1570 à 1572.

## Biographie
Pierre de Rouillie ou de Boulhe, comme le nomme également Honoré Fisquet dans la Gallia Christiana, est né à Blois. Il appartient à la congrégation des Frères de Sainte-Marthe et est l'abbé d'un monastère qui demeure inconnu nommé « Sambausensis Abbatia ».
Après la mort de Guillaume Pellicier II, il est nommé évêque de Montpellier par le roi Charles IX de France, le 15 juillet 1570, sur la recommandation du Maréchal de Damville, Henri Ier de Montmorency, gouverneur du Languedoc. Le Pape refuse de confirmer cette promotion et bien qu'il ne soit ni confirmé, ni consacré et non reconnu par le clergé, il perçoit les revenus du diocèse de 1569 à 1573. Le spirituel est administré par Léonard d'Auguillon, prévôt du chapitre de chanoines dont le précédent évêque avait fait son vicaire général. Devant l'intransigeance du Saint-Siège, le Roi nomme alors comme évêque Antoine de Subiet-Cardot.